# Порада, Алексей Николаевич
Алексей Николаевич Порада (укр. Порада Олексій Миколайович; 17 июня 1928, Кривой Рог — 10 февраля 2001, Запорожье) — советский и украинский промышленный деятель, Герой Социалистического Труда (1981). Доктор технических наук, профессор, действительный член Академии инженерных наук Украины, академик Нью-Йоркской академии наук.

## Биография
Родился 17 июня 1928 года в городе Кривой Рог в семье рабочих. Украинец.
Окончил среднюю школу и в 1946 году поступил в Днепропетровский металлургический институт, который окончил в 1951 году, инженер-металлург.
В 1951 году начал свою трудовую деятельность на заводе «Днепроспецсталь» (Запорожье), где работал мастером, начальником смены, заместителем начальника и начальником сталеплавильного цеха. Член КПСС с 1957 года.
В 1964 году был назначен директором Запорожского завода абразивных изделий, который возглавлял до 1998 года.
Указом Президиума Верховного Совета СССР от 11 марта 1981 года за выдающиеся производственные достижения в выполнении заданий десятой пятилетки и социалистических обязательств и проявленную трудовую доблесть Порада Алексей Николаевич удостоен звания Героя Социалистического Труда с вручением ордена Ленина и медали «Серп и Молот».
Народный депутат Украины (1990—1994). Член комиссии Верховной рады Украины по вопросам развития базовых отраслей народного хозяйства.
Генеральный директор концерна «Запорожабразив», председатель правления ОАО «Запорожский абразивный комбинат». В 1997—2000 годах — председатель совета учредителей «Тавридабанк».
Занимался общественной деятельностью. Делегат XXVI съезда Компартии Украины, депутат Запорожского областного совета, делегат XVII съезда профсоюзов СССР. 
Умер 10 февраля 2001 года в Запорожье, где и похоронен на Осипенковском кладбище.

## Научная деятельность
Доктор технических наук, профессор, действительный член Академии инженерных наук Украины, академик Нью-Йоркской академии наук.
Автор 90 научных работ, в том числе соавтор книги «Электротермия неорганических материалов», автор 26 изобретений.

## Награды
- Медаль «Серп и Молот» (11 марта 1981);
- Дважды орден Ленина (11 марта 1981, …);
- Орден Октябрьской Революции;
- Орден Трудового Красного Знамени;
- Трижды золотая медаль ВДНХ СССР;
- Государственная премия Украины в области науки и техники (1996);
- Заслуженный машиностроитель Украины (23 сентября 1993)[3];
- Почётный гражданин Запорожья (29 января 1998) — решением Запорожского городского совета № 14;
- Медаль «В ознаменование 100-летия со дня рождения Владимира Ильича Ленина»;
- Другие медали.

## Память
- Памятная доска на здании учебно-воспитательного комплекса «Мечта», открытого в 1983 году по его инициативе[4].